# Лукашенко Олена Миколаївна
Лукашенко Олена Миколаївна — радянський і український режисер по монтажу.

## Біографічні відомості
Народилася 21 лютого 1937 року в родині службовця. Закінчила філологічний факультет Київського державного університету ім. Т. Г. Шевченка (1969).
Член Національної спілки кінематографістів України.

## Фільмографія
Працювала у фільмах:
- «Концерт майстрів мистецтв» (1960)
- «Двоє» (1963)
- «Дитина» (1967)
- «Заячий заповідник» (1974)
- «Хвилі Чорного моря» (1975)
- «Припустимо — ти капітан...» (1976)
- «Зимовий вітер» (1976)
- «Бірюк» (1977)
- «Блакитні блискавки» (1978)
- «Чекаю і сподіваюсь» (1980, т/ф, 2 а)
- «Польоти уві сні та наяву» (1982)
- «Поцілунок» (1983)
- «Вантаж без маркування» (1984)
- «Розсмішіть клоуна» (1984, т/ф, 2 а)
- «За покликом серця» (1985)
- «Бережи мене, мій талісмане» (1986)
- «Філер» (1987)
- «Оберіг» (1991)
- «Два місяці, три сонця» (1998, у співавт.)
- «Шум вітру» (2002)
- «Ніч світла» (2004) та ін.